# Metropolitana di Brescia
La metropolitana di Brescia è una linea di metropolitana leggera a servizio della città di Brescia, che collega i quartieri settentrionali a quelli della zona sud-est passando per il centro storico. Il sistema di trasporto è interamente automatico, concepito e costruito da Ansaldo-STS, del tutto analogo a quello già realizzato per la metropolitana di Copenaghen, per la Linea C della metropolitana di Roma e per le metropolitane M5 ed M4 di Milano.
L'esercizio della linea è affidato a Metro Brescia, impresa del gruppo Brescia Mobilità, mentre la proprietà è di Brescia Infrastrutture, una società del comune.
La linea è stata inaugurata e aperta all'esercizio il 2 marzo 2013.

## La denominazione
La metropolitana leggera automatica di Brescia ha definito la propria immagine nel marchio che riporta la sigla abbreviata METROBS.

## Percorso
| Percorso                           | Inaugurazione | Ultima estensione | Lunghezza | Stazioni |
| ---------------------------------- | ------------- | ----------------- | --------- | -------- |
| Prealpino - Sant'Eufemia-Buffalora | 2 marzo 2013  | -                 | 13,7 km   | 17       |

## Caratteristiche
| Urban head station in tunnel |

| Urban tunnel stop on track |

| Urban tunnel stop on track |

| Urban tunnel stop on track |

| Urban tunnel stop on track |

| Urban tunnel stop on track |

| Urban tunnel stop on track |

| Urban tunnel stop on track |

| Urban tunnel stop on track |

| Unknown route-map component "umtKRZ" |

| Urban tunnel stop on track |

| Urban tunnel stop on track |

| Unknown route-map component "umtKRZ" |

| Urban tunnel stop on track |

| Unknown route-map component "utSTRe" |

| Urban stop on track |

| Urban stop on track |

| Unknown route-map component "utSTRa" |

| Urban tunnel stop on track |

| Unknown route-map component "utSTRe" |

| Unknown route-map component "uhSTRa@g" |

| Unknown route-map component "uhHST" |

| Unknown route-map component "uhBHF" |

| Unknown route-map component "uhSTRe@f" |

| Urban non-passenger end station |

La lunghezza complessiva della tratta funzionale, tra le stazioni capolinea Prealpino e Sant'Eufemia, è di 13,7 km, di cui:
- 9,67 km in galleria, dei quali 5,94 km realizzati a foro cieco, con sezione di 52,14 m² e 3,75 km realizzati con tecnica "cut and cover", con sezione pari a 42,84 m²;
- 0,75 km in trincea coperta;
- 1,48 km a raso o in rilevato;
- 1,77 km in viadotto.[6]

L'armamento ha un'estesa complessiva di 27,368 km in linea e di 5,6 km in deposito.
Nel suo percorso, da nord, si sottopassa via Triumplina, per poi deviare, nei pressi dello stadio Rigamonti, verso gli Spedali Civili.
Si attraversa poi il centro storico, dove si ha un importante interscambio con una fermata a servizio della stazione ferroviaria cittadina, quindi si prosegue verso Brescia 2 deviando verso est su via Lamarmora.
Infine, passando per la Poliambulanza, si attraversano i quartieri di San Polo e Sanpolino, fino a raggiungere il deposito.
Le 17 stazioni, di cui 8 in galleria, 5 in trincea coperta, 2 a raso e 2 in viadotto sopraelevato, sono state progettate dall'ingegnere Lamberto Cremonesi e dall'architetto Massimo Gozzoli, mentre il tracciato è stato progettato dall'ingegnere Franco Martignon.
Le stazioni sono state pensate come grandi spazi aperti, con l'illuminazione naturale garantita dai grandi lucernari.
Solo le stazioni Vittoria e San Faustino, per motivi legati alla zona cittadina in cui si trovano, sono state realizzate con architetture più tradizionali.
Tutte le stazioni sono dotate di scale mobili e fisse e ascensori a pareti trasparenti e prive di corridoi o angoli morti, in modo da essere più facilmente controllabili con le telecamere di sorveglianza.
Le stazioni sono tutte dotate di porte di banchina ad apertura sincronizzata con le porte dei treni, prodotte dalla Knorr-Bremse.
Si è scelto di non installare i tradizionali tornelli e di far eseguire al personale il controllo del regolare utilizzo dei titoli di viaggio a bordo dei treni; le biciclette possono sia essere lasciate nelle apposite aree di parcheggio all'interno delle stazioni sia portate a bordo dei convogli. È presente un sistema automatico che confronta il numero di biglietti o abbonamenti venduti col numero di persone transitate nelle stazioni attraverso specifici punti di controllo, in corrispondenza dei quali il pavimento è di colore rosso acceso per facilitare il funzionamento del software.
Nei primi mesi di esercizio vi è stata sui convogli la presenza di personale al solo scopo di fornire visibilità e dare eventualmente informazioni ai passeggeri; successivamente sono state messe in servizio squadre composte da due, tre o quattro controllori preposti alla verifica dei titoli di viaggio. Sui treni e presso le stazioni sono presenti degli interfoni per comunicare con la centrale operativa.
Le stazioni sono altresì corredate da postazioni per il servizio di bike sharing cittadino, denominato Bicimia.

## Il materiale rotabile
La flotta iniziale della metropolitana è composta da 18 treni AnsaldoBreda, classificati Serie 100, dei quali a rotazione 16 vengono utilizzati in linea e 2 rimangono a disposizione presso il deposito per scorta e manutenzione.
Nella prima fase è stata calcolata una capacità di trasporto di 8 500 passeggeri/ora per senso di marcia, con un intervallo fra i treni di 180 secondi. A seconda della richiesta di trasporto, la flotta potrà essere aumentata fino a 40 treni, dei quali, a rotazione, 34 in linea e 6 a disposizione presso il deposito. Con 34 treni si raggiunge la capacità massima di trasporto della metropolitana, con flussi di 17 000 passeggeri/ora per senso di marcia e con un intervallo fra i treni di 90 secondi.
Le caratteristiche del veicolo sono le seguenti:
- articolato a 3 casse permanentemente accoppiate, con dimensioni totali di 39 x 2,65 m;
- bidirezionalità a guida completamente automatica;
- scartamento ferroviario standard (1435 mm);
- 6 porte per fiancata della larghezza di 1,60 m ciascuna;
- 72 posti a sedere fissi + 2 postazioni riservate a disabili in carrozzella + 20 strapuntini (sedili ribassati);
- capacità con carico C2[13] pari a 312[14] passeggeri totali e capacità con carico C3[13] pari a 441[14] passeggeri totali (un po' più alta dello standard previsto per la metropolitana leggera).

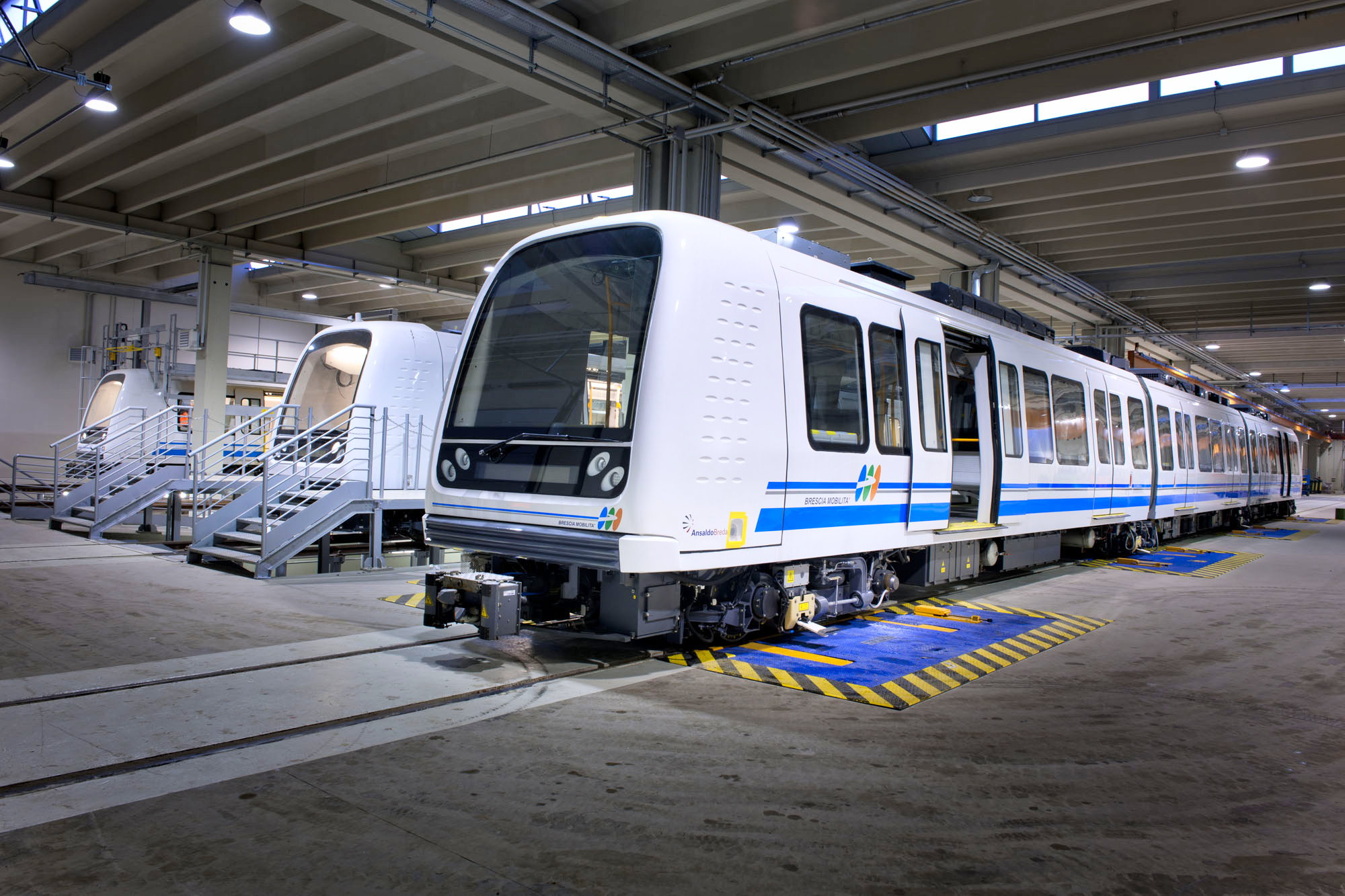
Convogli della metropolitana nel deposito di Sant'Eufemia.
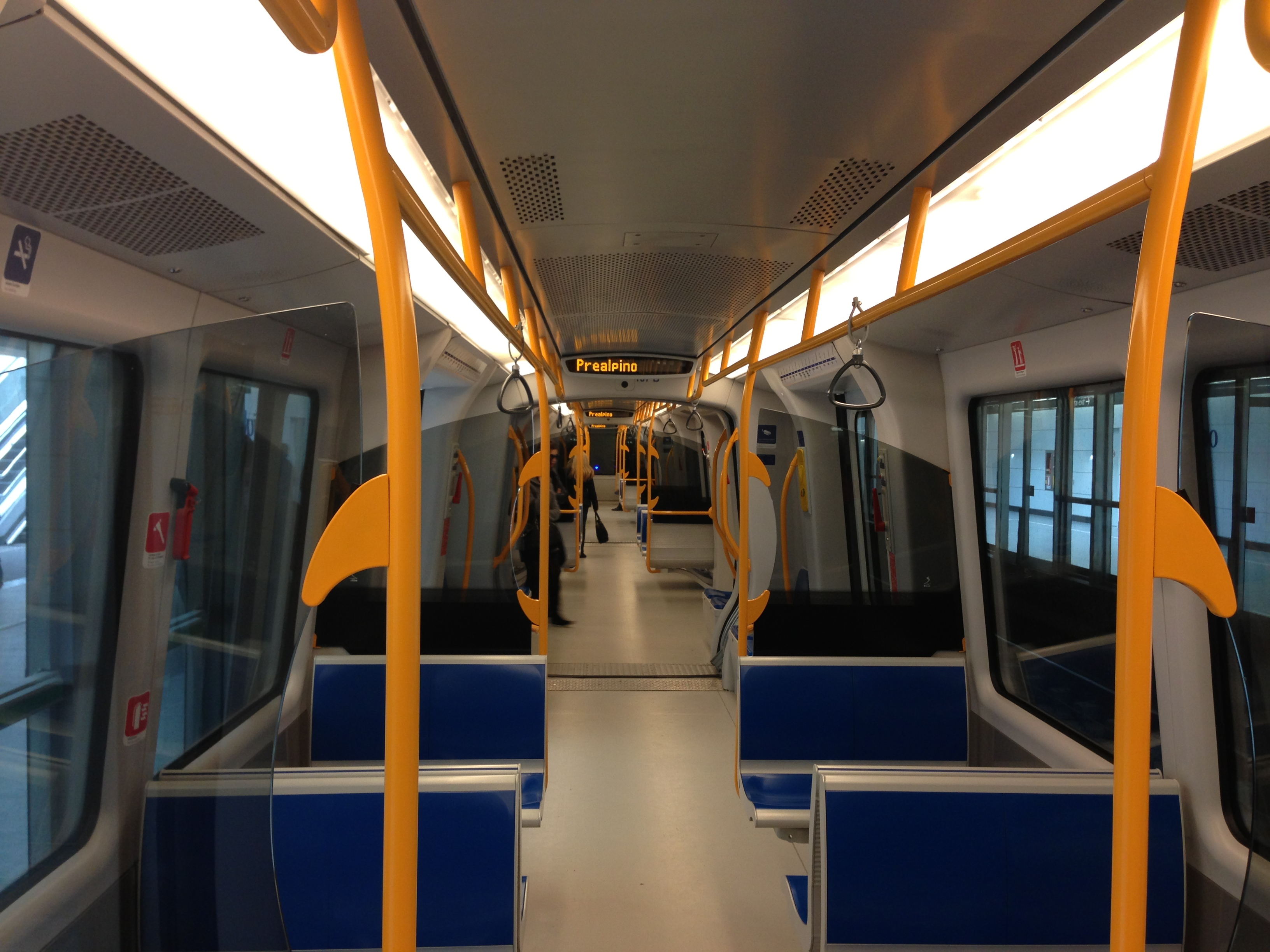
Interno dei convogli
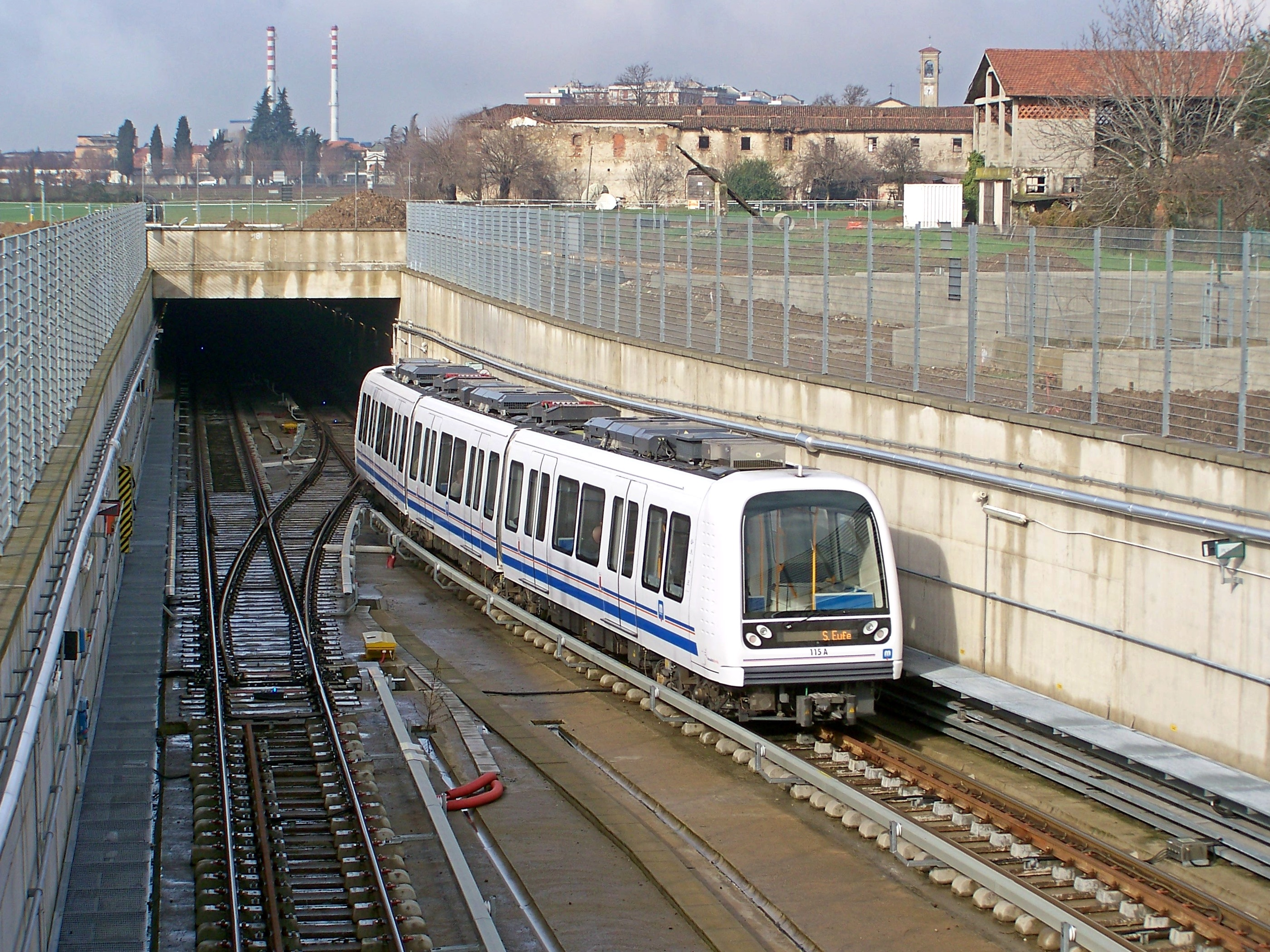
I convogli a tre casse
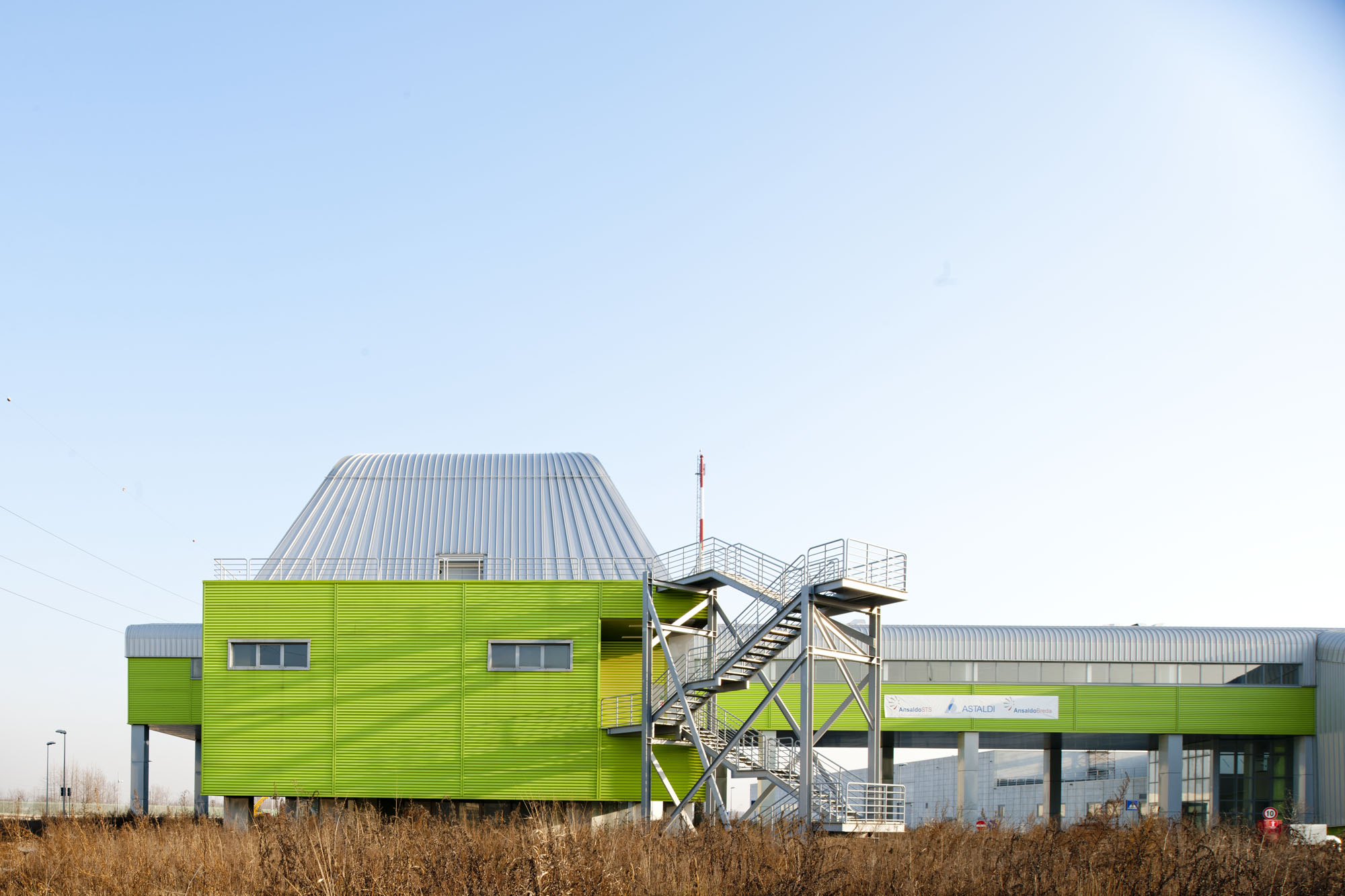
Il deposito in località Sant'Eufemia
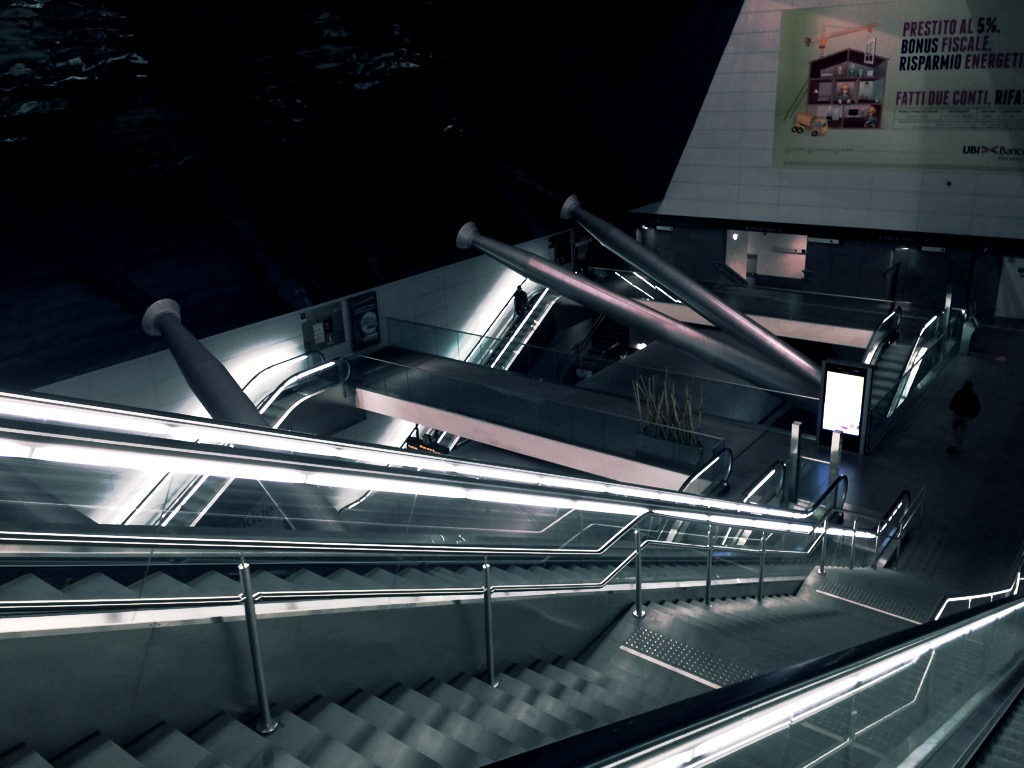
Bresciadue, mezzanino

### Sistemi di sicurezza
I parametri di sicurezza garantiti dalla gestione computerizzata includono il controllo della distanza minima tra ogni treno e sensori che impediscono la partenza del treno se vi sono elevate temperature al di sotto del convoglio, indice di una probabile presenza di incendi in atto.

## Orari
Sono previste corse dalle 5:00 alle 00:00, con gli intervalli tra un treno e l'altro che variano da quattro minuti, nelle fasce orarie di punta dei giorni feriali, a dieci, per gli orari di morbida.
Nelle giornate di sabato e in occasione di grandi eventi, l'ultima corsa parte alle ore 01:00.

### Frequentazione
| anno | anno |  | passeggeri | passeggeri |
| --- | ---- |  | ---------- | ---------- |
| 2024 | 2024 |  | 17 383 450 |            |
| 2023 | 2023 |  | 17 043 542 |            |
| 2022 | 2022 |  | 14 874 882 | 2          |
| 2021 | 2021 |  | 10 323 326 | 2          |
| 2020 | 2020 |  | 8 703 250  | 2          |
| 2019 | 2019 |  | 18 710 631 |            |
| 2018 | 2018 |  | 18 087 917 |            |
| 2017 | 2017 |  | 17 398 544 |            |
| 2016 | 2016 |  | 17 012 157 |            |
| 2015 | 2015 |  | 16 091 401 |            |
| 2014 | 2014 |  | 15 166 491 |            |
| 2013 | 2013 |  | 12 004 317 | 1          |
| note 1 Da marzo Prealpino ↔ Sant'Eufemia-Buffalora (intera tratta). 2 Anni interessati dalle restrizioni connesse all'emergenza COVID. |      |  |            |            |

A sette anni dall'inaugurazione, la presenza della metropolitana fa registrare una crescita complessiva degli utenti del trasporto pubblico del 41% circa (da 41,4 milioni nel 2012 a 58,3 milioni nel 2019) e al contempo una riduzione significativa del traffico su strada, con un calo del 10% dei veicoli privati in circolazione nel centro storico e del 4% sull'intera area urbana.
- Totale passeggeri nei 7 anni: 114 471 458.
- Record passeggeri (19 maggio 2018): 150 000.[22]
- Passeggeri giorno feriale tipo: oltre 47 000.

## La costruzione
L'idea di dotare la città e la provincia di Brescia di una metropolitana risale agli anni ottanta, sull'esempio delle prime metropolitane leggere automatiche, cioè senza conducente, che stavano nascendo in Francia.
Brescia, infatti, con i suoi 200 000 abitanti in un hinterland di 400 000 circa, è un capoluogo di provincia fortemente urbanizzato, che genera un intenso flusso di traffico stradale.
Nel 1985 l'allora Azienda dei trasporti municipali della città, ASM Brescia, promosse lo studio di fattibilità per un sistema integrato di trasporto, con obiettivo il raggiungimento di una maggiore efficienza trasportistica, garantendo nel contempo la salvaguardia ambientale e una riduzione dell'inquinamento.
Nel 1987 furono commissionati due studi di fattibilità. Il risultato delle analisi ed il confronto con il mercato delle tecnologie di trasporto ha portato ad individuare nei sistemi di trasporti automatici, allora già sperimentata in alcune grandi città europee, la soluzione adatta a Brescia.
Nel 1988 una delegazione del Consiglio comunale cittadino si recò in visita a Lilla, dove era da poco stata inaugurata una delle prime metropolitane leggere automatiche del mondo, per constatare il lavoro fatto e trarne idee per Brescia.
Nel 1989 venne indetta una gara con inviti a cinque aziende internazionali, gara che fu poi annullata nel 1996.
Nel 1994 vennero presentate le richieste di finanziamento statale, ai sensi della legge 211 del 26 febbraio 1992 (Interventi nel settore dei sistemi di trasporto rapido di massa). Il finanziamento fu assegnato nel 1995, mentre quello regionale arrivò nel 2002.
Nell'anno 2000 venne indetta una gara internazionale per l'aggiudicazione della prima tratta funzionale della metropolitana di Brescia, di circa 13 km.
La gara venne vinta da un raggruppamento di imprese, composto da Ansaldo trasporti Sistemi ferroviari, AnsaldoBreda, Astaldi e Acciona. Le imprese proposero un sistema di metropolitana automatica simile a quello che era stato da poco realizzato a Copenaghen. Poco dopo l'aggiudicazione dell'appalto, Regione Lombardia prescrisse il trasferimento in sotterraneo di tratte di percorso previste in esterno, e di conseguenza Comune e Brescia Mobilità concordarono l'arretramento di una stazione e di 800 metri di percorso. La maggiore onerosità dell'opera ha contribuito a rendere capolinea nord Prealpino al posto di Concesio.
L'inaugurazione dei lavori è avvenuta nel novembre del 2003.

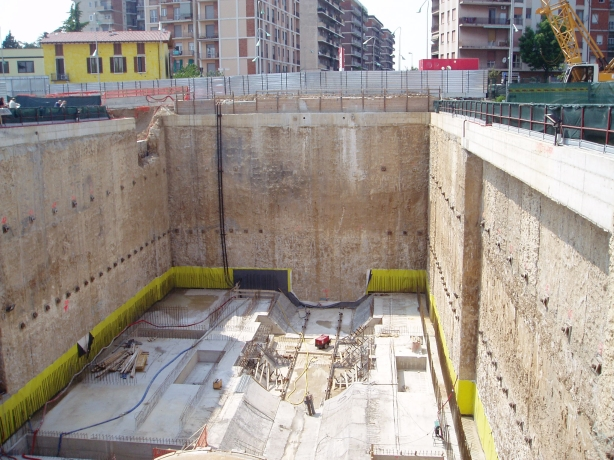
Il cantiere della stazione Volta nel maggio 2006

Lo scavo della galleria, mediamente a una profondità di 25 m nel sottosuolo, è iniziato nel 2006, per mezzo di una fresa meccanica a piena sezione (comunemente detta "talpa") dell'azienda tedesca Herrenknecht.
Durante i lavori si sono incontrati problemi realizzativi per le due stazioni situate nel centro storico, dove alcuni ritrovamenti archeologici hanno interferito con le operazioni di scavo o di spostamento dei sotto servizi. Per la stazione Vittoria, nel cui cantiere sono venuti alla luce le fondamenta di una torre medievale, si è dovuto procedere allo scavo "in allargo" della stazione, dopo aver provveduto allo spostamento dei reperti, Per quella di San Faustino, dove durante lo spostamento dei sottoservizi si sono scoperti i resti delle mura venete, si è dovuto modificare il progetto, con parziale demolizione muraria, parziali restauri e consolidamenti, l'eliminazione dei lucernari e la realizzazione di un pavimento in vetro che consente agli utenti la vista dei reperti.

### Le tecniche costruttive

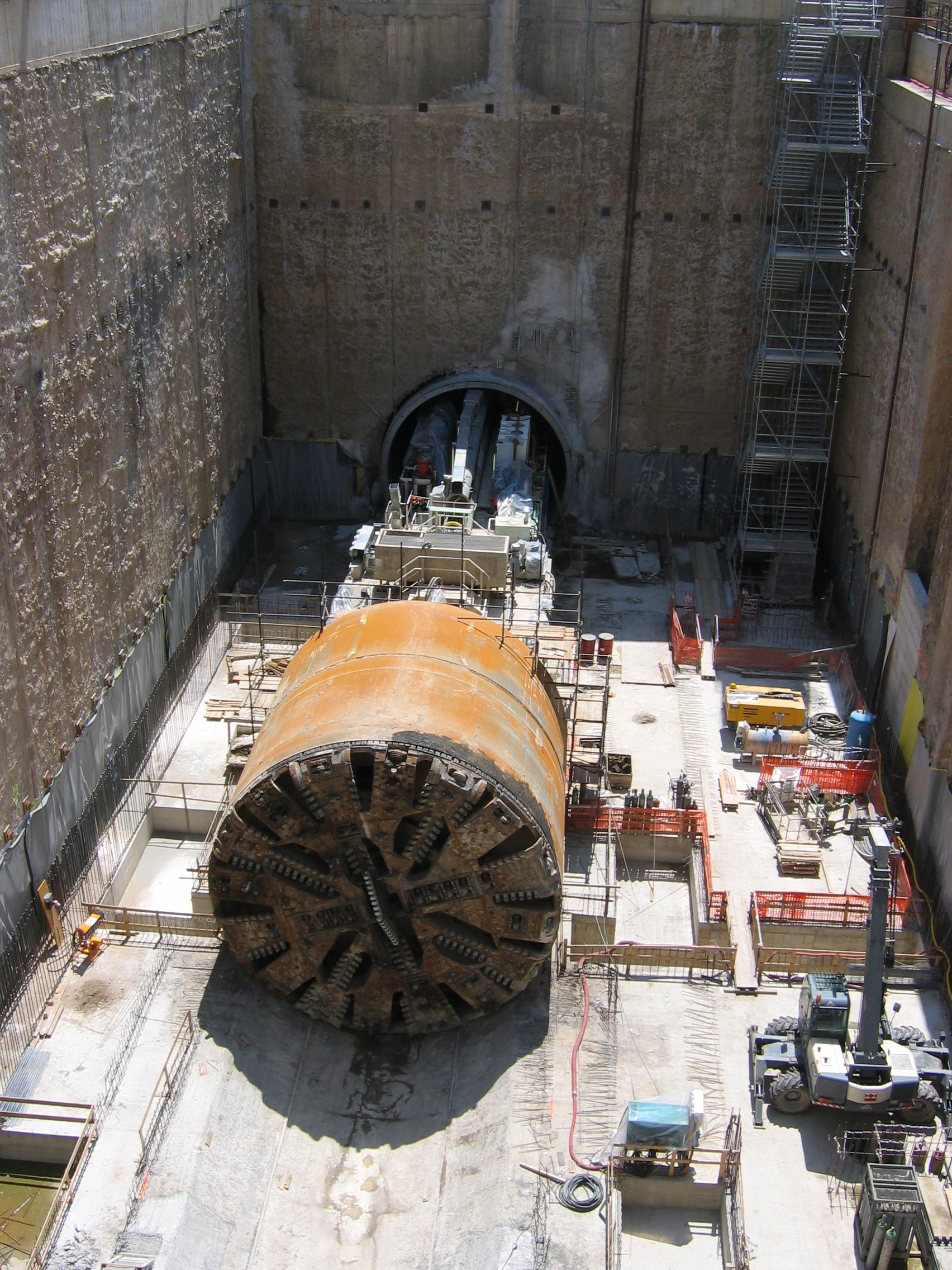
L'arrivo della talpa alla stazione Brescia Due nel giugno 2007

Passando dalla sede sotterranea alla sede viadotto, l'opera ha coinvolto numerosi settori tecnici. L'organizzazione logistica dei cantieri è stata quindi gestita basandosi su una grande varietà di tipologie di strutture. Per questo motivo il progetto metropolitana ha creato un forte impatto sul sistema viabilistico delle grandi e piccole arterie cittadine.
Nel corso dei lavori è stato istituito uno sportello addetto alla informazione e alle relazioni con il pubblico e sono state organizzate iniziative di marketing, tra cui le giornate cantieri aperti, eventi che hanno aperto le porte dei cantieri alla cittadinanza in occasione dell'arrivo della TBM all'interno delle stazioni scavate.
Lo scavo della galleria naturale è stato realizzato con il sistema di scavo EPB, Earth Pressure Balance, tramite una TBM di 9,15 metri di diametro e 130 metri di lunghezza.
Questa operazione è avvenuta a profondità che permettono il ricoprimento dal piano campagna; la profondità del tracciato è stata studiata per ridurre al minimo le ripercussioni in superficie degli eventuali fenomeni vibrazionali e di assestamento del terreno interessato dallo scavo.
Per realizzare lo scavo della galleria naturale sono stati creati due cantieri specifici per l'immissione e per l'estrazione della fresa.
Il cantiere di immissione, collocato nella zona sud della città, è diventato il campo base delle attività di scavo della TBM e dal quale è avvenuta la fornitura di materiale quali, per esempio, malte, attrezzature e conci prefabbricati.
Lo scavo della galleria tramite la fresa meccanizzata ha permesso di decentralizzare tutti i cantieri in due aree poste agli estremi della linea, in modo da interferire il meno possibile con le attività in superficie.
I cantieri per la realizzazione delle stazioni, delle gallerie artificiali e dei pozzi di accesso per i Vigili del Fuoco sono stati attivati in sublotti e in diverse riprese, in modo da consentire lo spostamento delle reti prima di realizzare le opere della metropolitana.
La realizzazione della linea in galleria artificiale, caratterizzata da una sezione rettangolare, è avvenuta mediante la tecnica chiamata cut & cover, più economica dello scavo con TBM, ma che ha necessitato di aree di cantiere molto più ampie, perché lo scavo è stato effettuato con metodi tradizionali tra paratie, interferendo con la viabilità cittadina.
Definire e dimensionare le aree da cantierare è stato molto più difficile, poiché la costruzione di queste strutture partiva da scavi a cielo aperto, una situazione che obbligava a tenere conto sia dell'effettivo ingombro delle opere, sia dello spazio per la movimentazione di macchine operatrici e di mezzi di cantiere.
Lo scavo dall'alto ha quindi necessitato nella maggior parte dei casi di una propedeutica risoluzione delle interferenze con le reti di servizi pubblici.

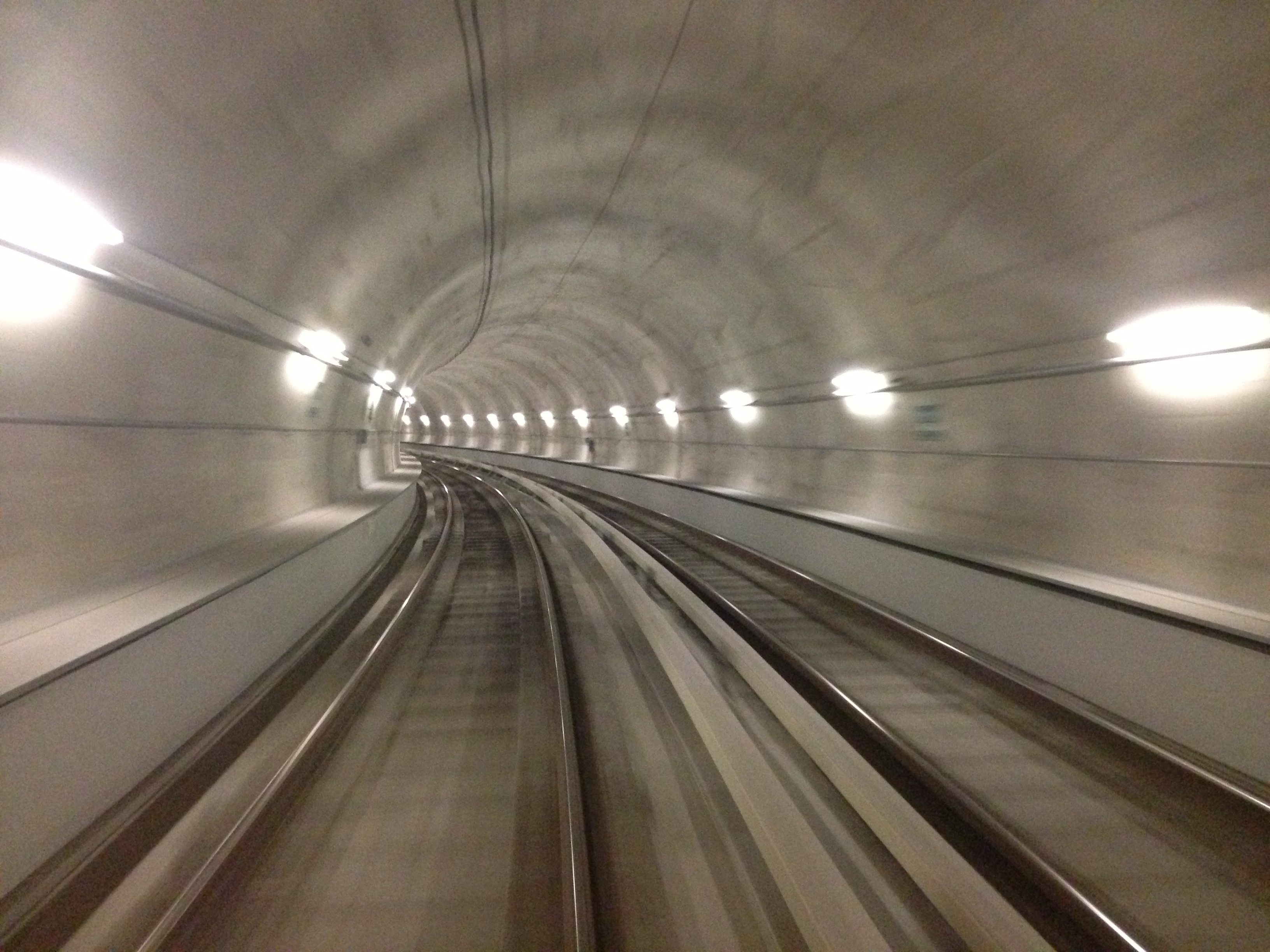
Un tratto del tunnel cittadino

La tratta di linea che attraversa la zona sud della città, invece, ha riguardato un contesto urbano differente, dove la densità abitativa è inferiore e le aree non edificate sono più ampie.
La costruzione del tratto in viadotto, che presenta campate di 30 m incastrate nelle pile centrali e appoggiato nelle pile laterali e il cui impalcato ha una larghezza di circa 9 m, ha presentato minori difficoltà rispetto alle tratte in galleria; l'arrivo della linea metropolitana è stato occasione per un piano di sviluppo urbanistico delle zone attraversate.
Tra le prime analisi per definire la tipologia di tracciato plano-altimetrico da adottare, è stata realizzata l'analisi geologica / geotecnica del sottosuolo della città di Brescia.
Unitamente a queste analisi è stato condotto uno studio per stabilire il grado di salute degli edifici interessati dallo scavo.

## Il committente
Brescia Mobilità S.p.A., azienda partecipata dall'Amministrazione comunale per la gestione del trasporto pubblico di Brescia e nata per scissione da ASM, era il committente dell'opera in corso di realizzazione.
Dal 1º gennaio 2012, con un'ulteriore scissione, la committenza dell'opera è passata alla società Brescia Infrastrutture Srl, anch'essa partecipata dell'Amministrazione comunale.

## Progetti futuri
Il 15 marzo 2018 in occasione dell'approvazione del Piano Urbano della Mobilità Sostenibile (PUMS) il Consiglio comunale di Brescia ha approvato lo scenario di piano P che prevede che la linea metropolitana venga estesa verso nord sino al parcheggio di interscambio di San Vigilio nel comune di Concesio. Il costo stimato dell'opera è composto da 171,71 mln € per le opere civili e impianti e 35,53 mln € per l'acquisto dei rotabili.
Sull'onda dell'inaugurazione della metropolitana erano sorte proposte per una possibile seconda linea, perpendicolare a quella esistente, con l'interscambio tra le due linee alla stazione ferroviaria. Uno studio più approfondito ha in seguito appurato che il flusso ipotizzato di passeggeri non giustificherebbe una nuova linea metropolitana: vista anche la mole di una tale opera per una città delle dimensioni di Brescia, il progetto di una seconda linea è stato accantonato. Nel giugno del 2017 si è svolto lo Studio di fattibilità e prestazioni complementari, preordinate alla realizzazione di sistema di trasporto di massa di superficie nell’ambito del territorio del comune di Brescia, a cura di ATP-Ambiente Trasporti Progettazione srl di Roma con cui è stata confermata la fattibilità di una rete metrotranviaria sullo stesso percorso.

## Costi

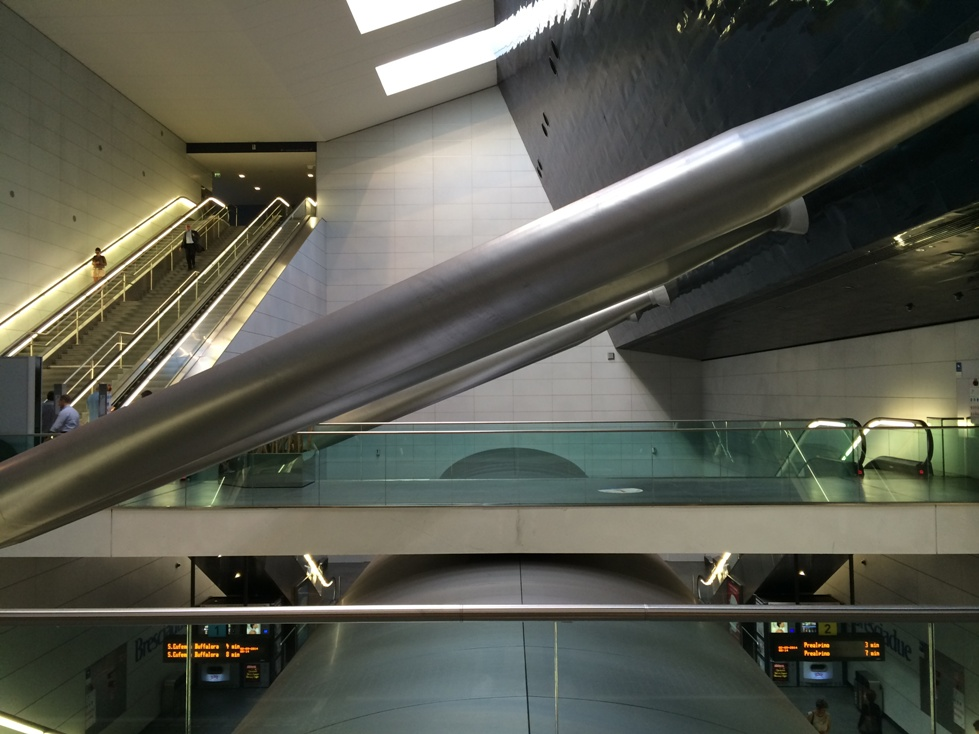
L'interno della fermata Bresciadue

L'opera, il cui costo finale è stato stimato in circa 900 milioni di euro, è finanziata dal comune di Brescia (per 67 milioni), dalla Regione Lombardia ai sensi della L.R. n. 13 (73 milioni), da Brescia Mobilità S.p.A. (86 milioni), attraverso un mutuo trentennale (240,3 milioni) e da un contributo statale ai sensi della L.211/92 (292 milioni). Infine, a marzo 2012, il Cipe (Comitato Interministeriale per la Programmazione Economica) ha stanziato 71,6 milioni. Il totale ammonta quindi a 830 milioni.
Il valore complessivo dell'opera "a nuovo" è stimato in euro 792 429 000.

## Critiche
Fin dai primi progetti si pensava alla possibilità di realizzare una linea della metropolitana che non fosse esclusivamente urbana, ma che interessasse anche parte della provincia, al fine di rendere realizzabile un progetto che alcuni ritenevano eccessivamente dispendioso per la sola area urbana della città di Brescia.
Il 24 maggio 1998 si è svolto un referendum consultivo sulla realizzazione dell'opera, che, seppur largamente vinto dal parere contrario, non ha raggiunto il quorum necessario, in quanto votarono solo 61 651 bresciani sui 161 681 aventi diritto.
Anche un secondo referendum, indetto nel 2001, non ha raggiunto il quorum.